# 大統領日報
- 大統領日例指示[1][2]

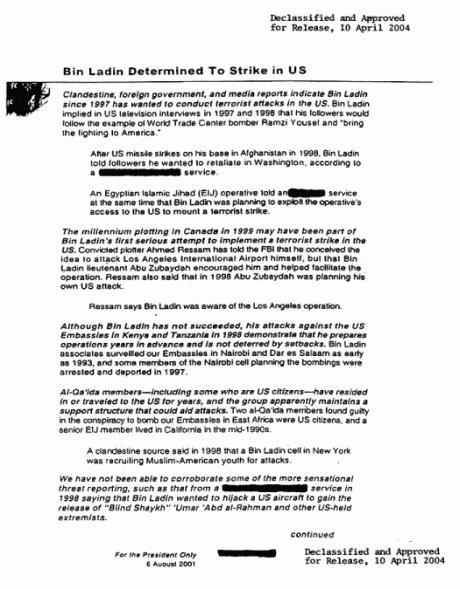
「ビンラディンが米国でのテロ実行を決めた」と報告する2001年8月6日の大統領日報の抜粋

大統領日報 (だいとうりょうにっぽう、英: President's Daily Brief, PDB) は、米国政府の担当部局が毎日作成し、米国大統領に毎朝届けられる最高機密文書。これは大統領が認めたごく限られた政府高官らにも渡される。日報の内容には、機密性の高い情報分析、CIAの秘密工作に関する情報、最も機密性の高い米国の情報源からの報告、同盟国の情報機関と共有している報告、といったものが含まれる。大統領日報は、大統領選で当選し就任を控えた次期大統領にも渡される。
大統領日報は国家情報長官が作成し、中央情報局 (CIA)、国防情報局 (DIA)、国家安全保障局 (NSA)、連邦捜査局 (FBI)、そのほか米国のインテリジェンス・コミュニティーに属する機関から上がってきた情報を総合した内容になっている。

## 作成目的と由来
大統領日報は、注意を要する新しい戦略的情報、国際情勢に関する機密情報の分析を大統領へ伝えるために作られている。大統領日報の原型は「大統領諜報チェックリスト」(PICL) と言われており、それはCIA幹部のリチャード・リーマンが1961年6月17日にハンティントン・D・シェルドンからの指示で作成したのが最初のものである。
大統領日報の作成・調整はCIAの責任で行なわれていたが、（調整の段階で）米国のインテリジェンス・コミュニティーに属する機関がレビューし、内容を追加することができた。
大統領日報という名称は、それが大統領限定という意味合いを持っているが、他の政府高官にもあらましが渡されている。大統領の判断に委ねるべくさらに情報を追加した特別版がまさに「大統領のみ閲覧」となることがある。
大統領日報の作成は、歴史的に「国防諜報日報」(National Intelligence Daily) として知られるもう一つの文書にも関係しており、それは内容的に重なるものが多いが、大統領日報よりかなり大人数へ配布される。

## 情報源
大統領日報は、あらゆる情報機関からの情報を集約した諜報の成果物である。ワシントンポストが報じたところでは、とあるリーク文書によると、NSAが運用する監視システム PRISM のシギント活動拠点 "US-984" は「National Security Agency の分析レポートに使われる生の諜報情報のうちで随一のもの」である。大統領日報には、そうした PRISM からのデータが情報源として、2012年だけで1477点使われた。2001年1月時点で、大統領日報の6割の内容がシギントを情報源にしていることが、機密指定を解除された複数の文書から分かった。アメリカ国家安全保障アーカイブによると、シギントを情報源とする割合はその頃を境に増加したようだ。

## 政治的な重要性
CIA長官だったジョージ・J・テネットは2000年7月、大統領日報が高度に機密を要することを鑑み、「いかに年月が経とうが、また歴史的に重要であろうとも」それらは一部たりとも公開され得ないとアメリカ国立公文書記録管理局に申し渡した。
2002年5月21日のブリーフィングで、ホワイトハウス報道官のアーリ・フライシャは大統領日報を「米国政府における最高度の機密文書」と表現した。
2015年9月16日、ジョン・F・ケネディ政権時からリンドン・ジョンソン政権時までにわたる計2,500点の大統領日報と大統領諜報チェックリストを一般公開するにあたり、CIA長官のジョン・オーウェン・ブレナンはリンドン・ベインズ・ジョンソン図書館・博物館でスピーチを行なった。これは、大統領日報を無期限で機密扱いにしようという政府のそれまでの法的主張とは正反対のものだった。2016年8月24日、CIAはさらにリチャード・ニクソン政権時およびジェラルド・R・フォード政権時の2,500件の大統領日報を、リチャード・ニクソン大統領図書館・博物館で開かれたシンポジウムで公開した。

## 社会での認知
アメリカ同時多発テロ事件を検証するため2004年に開かれた9/11委員会における証言を報じる報道機関によって、大統領日報は綿密に調査された。2004年4月8日、当時の国家安全保障問題担当大統領補佐官コンドリーザ・ライスが証言した後、委員会は『ビンラディンは米国での攻撃を決定した』と題する2001年8月6日以降の大統領日報の機密解除を改めて求めた。2日後、ホワイトハウスはそれに応じ、改訂した版を公開した。

## 大統領および就任予定者による利用
バラク・オバマの再選がかかった2012年の大統領選挙において、前ジョージ・W・ブッシュ政権の政府関係者およびオバマ大統領に批判的な者は、「ブッシュ前大統領の記録はまだ電子的に公開されていないとはいえ」分析によると「彼は常に週6日、諜報の会議を開いていたと政府関係者が述べている」（自らの出席率は86%とみられている）と報告した。一方、この分析においてオバマはというと、「任期の始めの1225日間において、大統領日報の会議に、ほんの536回 ―その期間の43.8%― しか出ていない。その期間のうち、2011年および2012年上半期に限れば、彼の出席率は38%を超える程度まで落ち込んでいる。」
2016年にドナルド・トランプが大統領選に勝利し、政権移行期間にあたる最初の6週間において、就任前のトランプは平均で週に1通の大統領日報を受け取っていた。CNN が調べたところでは、「トランプは何週かにわたり複数の大統領日報を受け取り、政権移行チームは『週3通に増えるだろう』と前週に述べた。」 2016年12月半ば、オバマが2014年の大統領日報の電子的な公開を始め、週に6日それを受け取っていたと CIA が Web サイトで明かした。

## 関連文献
- Priess, David (2016). The President's Book of Secrets: The Untold Story of Intelligence Briefings to America's Presidents from Kennedy to Obama. New York: PublicAffairs